# Stjernfors-Ställdalen
AB Stjernfors-Ställdalen var ett tidigare järn- och skogsindustriföretag i Ljusnarsbergs kommun. Företaget, som bildades 1896, förvärvades av Stora Kopparbergs Bergslags AB 1961.

## Historik

### Bolagsbildande

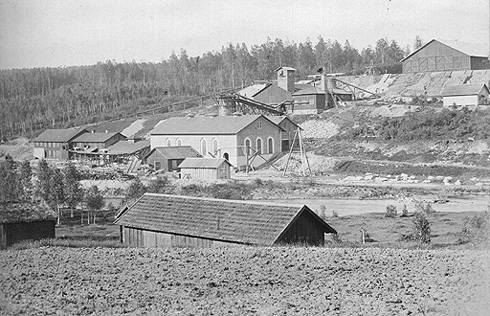
Stjärnfors bruk.

Aktiebolaget Stjernfors-Ställdalen bildades 1896 genom att Krokfors Aktiebolag och Stjernfors Intressenters Aktiebolag gick samman. 
Krokfors AB hade bildats 1888 genom samgående av Krokfors Bolag och Krokfors Gjuteribolag. Verksamheten bestod då av en mekanisk verkstad och gjuteri. År 1889 anlade Krokfors AB ett mindre träsliperi, i Ställdalen.
Stjernfors Intressenters AB hade sitt ursprung i ett kopparverk, som hade anlagts i mitten av 1600-talet vid egendomen Stjärnfors i Ljusnarsbergs socken. Bruket inköptes 1756 av assessor Anders Victorin. Senare kom Stjärnfors att ägas av bland andra grosshandlaren H. J. Wallis i Stockholm, vars arvingar sålde det till greve J. A. Mörner. Efter dennes död övergick det till hans broder greve H. S. Mörner som 1886 skänkte egendomen till sina barn. Detta ledde till bildandet av Stjernfors Intressenters AB. Bolagets styrelseordförande blev P.M. Carlberg, som då även var verkställande direktör för Krokfors AB. Samma år anlades också ett träsliperi i anslutning till järnbruket.
Vid tidpunkten för bildande av AB Stjernfors-Ställdalen var järnbruket vid Stjärnfors under avvecklande, vilket slutligen skedde 1905. Istället anlades en kraftstation på platsen som fortfarande är i drift. Järnframställningen koncentrerades  till Ställdalen, där en hytta funnits sedan slutet av 1700-talet. År 1896, samma år som Stjernfors-Ställdalen bildades, byggdes även ett nytt pappersbruk i Ställdalen.

### Verksamheten utökas med Bredsjö Bruk

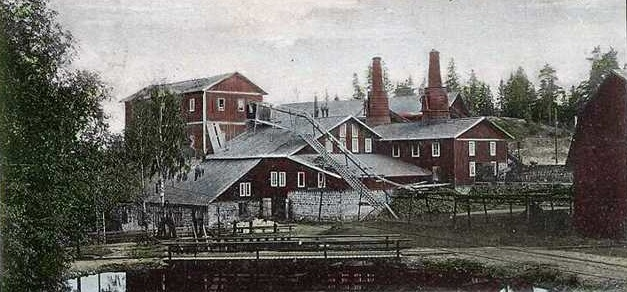
Hyttan på Bredsjö bruk vid 1900-talets början.

År 1906 förvärvades Stjernfors-Ställdalen av brukspatronen Lars Larssons bolag Aktiebolaget Bredsjö Bruk, vilket resulterade i en större om- och utbyggnad av bruket i Ställdalen. Pappersbruket byggdes ut och kompletterades med en sulfitfabrik. AB Bredsjö Bruk gick i konkurs 1910, och dess tillgångar och verksamheter övergick därmed till AB Stjernfors-Ställdalen. Det betydde att bland andra Bredsjö bruk och Södra Hyttan/Nya Hjulsjöhyttan i Hjulsjö socken förvärvades tillsammans med Ösjöbergs och Rishöjdbergs gruvor. 
År 1919 nedlades hyttorna i Ställdalen och Hjulsjö (Södra Hyttan) samt Rishöjdbergsfältets gruvor. Järnframställningen koncentrerades till bruket i Bredsjö. Hyttan där moderniserades i slutet av 1930-talet efter en brand. Även vid gruvan i Ösjöberg skedde investeringar, exempelvis en ny gruvlave 1938 och ett nytt kross- och sovringsverk 1941. Också de skogsindustriella anläggningarna i Ställdalen hade moderniserats och utbyggts ett flertal gånger. I början av 1950-talet hade företaget omkring 800 anställda.

### Nya ägare
En stor förändring kom 1961, då Stjernfors-Ställdalen köptes av Stora Kopparbergs Bergslags AB. Pappersbruket i Ställdalen och de mycket omfattande skogsarealerna inordnades i Stora Kopparbergs organisation. Däremot var Stora Kopparberg inte intresserad av att fortsätta driva bruket i Bredsjö, vilket nedlades 1962. Som en direkt följd av detta lades även gruvan i Ösjöberg ned två år senare.
Stora avyttrade pappersbruket i Ställdalen 1990. Sedan 2000 ingår Ahlstrom-Munksjö Ställdalen i den finländska industrikoncernen Ahlstrom (numera Ahlstrom-Munksjö). Vid bruket tillverkas numera fiberduk, bland annat för sjukvårdsprodukter.